# Lex iudiciaria
Die Lex iudiciaria war ein Gesetz des Gaius Sempronius Gracchus von 123/122 v. Chr., das das Gerichtswesen der Römischen Republik zugunsten des Ritterstandes und auf Kosten der Senatoren reformierte. Ob es sich hierbei jedoch um ein oder mehrere Gesetze handelt und ob diese(s) Gesetz(e) das gesamte Gerichtswesen umfasste(n) oder sich lediglich auf das Repetundenverfahren bezog(en), ist bis heute in der Forschung nicht eindeutig geklärt.
Die Kontroverse resultiert aus der schlechten Überlieferungslage zur lex iudicaria und beruht auf vielfach nicht übereinstimmenden Aussagen historischer Autoren und einigen Teilen einer Bronzetafel (der sogenannten tabula Bembina), die auf einer Seite einst ein Repetundengesetz trug, wobei sich die Forschung weitgehend einig ist, das dieses in die Zeit der Tribunate des Gaius Gracchus zu datieren ist.
Die Überlieferungen lassen sich in drei Gruppen einteilen. Plutarch spricht von einer Ergänzung der bis dahin dreihundert Senatoren umfassenden Richterliste um dreihundert Ritter. Laut Livius wurden sechshundert Ritter in den Senat aufgenommen und hätten gegenüber den Senatoren doppeltes Gewicht im Senat erhalten. Die dritte Gruppe stellen unter anderem Appian, Velleius Paterculus, Diodorus, Cicero, Florus und Varro dar, die von einer gänzlichen Übertragung der Rechtsprechungsbefugnis von den Senatoren auf die Ritter sprechen. Hier erwähnt Appian sowohl, dass der Grund für diese Maßnahme die Bestechungsfälle seien, durch welche das Ansehen der Gerichte gelitten hätte (Repetundenfälle), als auch, dass den Rittern sämtliche Gerichte übertragen werden sollten.
Die lex Cornelia iudicaria wiederum war Bestandteil des sullanischen Reformpakets zur Neuordnung der Republik. Sulla beschränkte die Richterfunktion auf senatorische Richter. Da genügend von ihnen zur Verfügung standen, konnte er die Zahl der Quästionen vor den erweiterten öffentlichen Schwurgerichten erhöhen. Der Ritterstand verlor eine seiner wichtigen Kompetenzen und Sulla richtete die „permanenten Geschworenengerichtshöfe“ ein.  